# Weerberg
Weerberg is een gemeente in de Oostenrijkse deelstaat Tirol, en maakt deel uit van het district Schwaz.
Weerberg telt 2263 inwoners.

## Geschiedenis
Het Weerberggebied werd aan het begin van de 6e eeuw door de Beieren bewoond. Uit deze tijd dateert een vogelkopspeld die op de huidige kerkheuvel werd gevonden.
Het eerste schriftelijke bewijs van de veldnaam is te vinden in een document van de abdij St. Georgenberg uit 1285 en is Werberch . De vroegste gegevens uit de 13e eeuw geven aan dat de kerk was gewijd aan St. Peter werd gebouwd rond 1250. Uit het Inntal-belastingboek uit 1312 blijkt dat Weerberg destijds 116 inwoners telde.
“ Taidings ” worden vanaf 1462 gedocumenteerd . In mei en oktober deed een rechter uitspraak over dorpsgeschillen. Uit het parochiearchief uit 1491 blijkt dat Weerberg al een eigen gemeente was.
Tussen 1742 en 1752 werd de Sint-Pieterkerk herbouwd volgens plannen van pastoor Franz de Paula Penz . Na voltooiing werd Weerberg zijn eigen parochiepastor
Sinds het begin van de 19e eeuw worden er in Weerberg schoollessen gegeven en in 1840 werd een eigen schoolgebouw, het huidige Schusterhaus, gebouwd. In 1872 werd na tien jaar bouwen de nieuwe parochiekerk “Onbevlekte Ontvangenis van Maria” ingewijd.
De energiecentrale “Innermühllehen” werd in 1924 gebouwd en in 1926 kregen 16 geïnteresseerde partijen toestemming om elk twee gloeilampen op het elektriciteitsnet aan te sluiten. De eerste telefoonaansluiting werd in 1928 aangelegd als openbare telefooncel aan de Kirchenwirt

## Wapenschild
Blazoen : Verdeeld door zilver en groen met een trede, in het bovenste veld bevindt zich een zwarte en gouden sleutel . 
Het gemeentewapen, uitgereikt in 1976, verwijst naar de sleutel als attribuut van St. Peter op het beschermheerschap van de oude parochiekerk en met de stap op de locatie van de gemeenschap op het lage bergterras.

## Persoonlijkheden
- Alois Winkler (1848–1931), beeldhouwer
- Theresia Schiffmann (* 1958), boerin en ÖVP-politicus, gemeenteraadslid in Weerberg
- Christine Sponring (* 1983), alpineskiër

Achenkirch · 
Aschau im Zillertal · 
Brandberg · 
Bruck am Ziller · 
Buch  in Tirol · 
Eben am Achensee · 
Finkenberg · 
Fügen · 
Fügenberg · 
Gallzein · 
Gerlos · 
Gerlosberg · 
Hainzenberg · 
Hart im Zillertal · 
Hippach · 
Jenbach · 
Kaltenbach · 
Mayrhofen · 
Pill · 
Ramsau im Zillertal · 
Ried im Zillertal · 
Rohrberg · 
Schlitters · 
Schwaz · 
Schwendau · 
Stans · 
Steinberg am Rofan · 
Strass im Zillertal · 
Stumm · 
Stummerberg · 
Terfens · 
Tux · 
Uderns · 
Vomp · 
Weer · 
Weerberg · 
Wiesing · 
Zell am Ziller · 
Zellberg
- Gemeinsame Normdatei: 4358511-5
- Virtual International Authority File: 242269086
- WorldCat: E39PBJcGmvc69fGrqhfgVMm8G3